# William Warfield

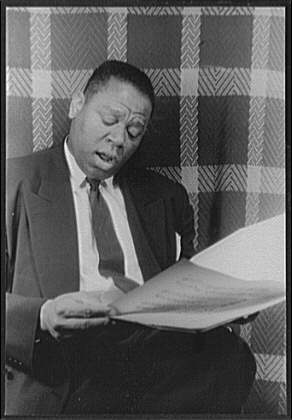
William Warfield

William Caesar Warfield (* 22. Januar 1920 in West Helena, Arkansas; † 25. August 2002 in Chicago) war ein US-amerikanischer Musicaldarsteller (Bassbariton) und Gesangspädagoge.

## Leben
Warfield hatte als Kind Klavierunterricht und studierte, nachdem er den Gesangswettbewerb der National Music Educators League 1938 gewonnen hatte, an der Eastman School of Music. 1942 wurde er zur US Army eingezogen und kam auf Grund seiner Sprachkenntnisse zum militärischen Aufklärungsdienst. Ab 1946 leitete er eine  Tourneetruppe mit Harold Romes Musical Call Me Mister.
Er wirkte danach als Pianist und Sänger in verschiedenen anderen Shows mit, bis es 1950 in der New Yorker Warfield's Down Hall debütierte. Der Erfolg brachte ihm eine Einladung der Australian Broadcast Corporation zu einer Konzertreise durch Australien. Es folgte sein erster Auftritt in der MGM-Produktion Verfilmung des Musicals Show Boat von 1951, in der er Paul Robesons legendären Song Ol’ Man River sang. In Deutschland kam der Film unter dem Titel Mississippi-Melodie ins Kino.
Danach trat er in George Gershwins Oper Porgy und Bess mit Leontyne Price auf, die er 1952 heiratete. Das Paar trennte sich 1958 wieder, wurde aber erst 1972 geschieden. Warfield unternahm sechs Konzertreisen im Auftrag des Außenministeriums der Vereinigten Staaten. In Aufführungen von Porgy und Bess trat er in New York (1961) und Wien (1965 und 1974) auf, außerdem tourte er auch mit einer deutschsprachigen Version von Show Boat.
Auf einer Europatournee des New York Philharmonic Orchestra unter Leonard Bernstein trat er als Sprecher in Aaron Coplands A Lincoln Portrait auf; mit dem Stück gewann er 1984 einen Grammy. Auf Plattenaufnahmen sang er mit dem Philadelphia Orchestra unter Eugene Ormandy Partien aus Händels Messiah und mit dem New York Philharmonic Orchestra unter Bruno Walter Partien aus Mozarts Requiem. Weiterhin sang er die Uraufführungen bei Sammlungen Old American Songs von Aaron Copland (1952 und 1958). In seinen
letzten Jahren nahm er das Jazzalbum Something Within Me auf und war Sprecher in Dreamer: A Portrait of Langston Hughes.
Ab 1975 unterrichtete Warfield an der University of Illinois at Urbana-Champaign, ab 1992 an der Northwestern University in Chicago. Weiterhin war er Mitglied im Vorstand der National Association of Negro Musicians und des Schiller Institute. 1991 veröffentlichte er seine Autobiographie My Music & My Life. Als Sänger blieb er bis zu seinem Tod infolge eines Sturzes in seiner Wohnung aktiv.